# هيمنوتا
"هيمنوتا" (Heimanuta) هي شركة تابعة للصندوق القومي اليهودي ["كيرن كاييمت ليسرائيل"]، والتي تعمل في شراء الأراضي.  تأسست عام 1938 بهدف أن تكون أداة قانونية لشراء وإدارة الأراضي التي يفكر الصندوق في بيعها لاحقا، اذ ان الصندوق لا يستطيع القيام بذلك بنفسه بسبب مبادئ الصندوق التي تحظر ذلك. وكان من المقرر أيضًا أن تقوم شركة هيمنوتا بحفظ الأراضي التي تم نقلها إلى الصندوق الوطني حتى يتم إعادتها إلى أصحابها.
ارتبط اسم الشركة في صفقات مشبوهة في القدس حول املاك البطريركية الارثودوكسية.
تعمل الشركة بالتعاون مع السلطات الاسرائيلية لوضع اليد على املاك وعقارات في القدس  وفي الضفة الغربية  في الجليل وفي مناطق اخرى.
ارتبط اسم الشركة في عملية استيلاء على اراضي فلسطينية في منطقة المخرور بمقربة من بيت لحم.
كذلك ارتبط اسم الشركاء بعمليا شراء بيوت مشبوهة في سلوان.
في 11 تشرين ثاني (نوفمبر) 2024، ناقشت اللجنة الوزارية للتشريع في الكنيست مشروع قانون يسمح للمستوطين بشراء الأراضي مباشرة من الفلسطينيين في الضفة الغربية، اذ انه حتى ذلك الحين لم يسمح للإسرائيليين بشراء الأراضي في الضفة الغربية بشكل مباشر، لكن فقط من خلال شركات مسجلة في سجل الشركات التابعة للادارة المدنية للمناطق المحتلة، وفقط بعد الحصول على تصريح معاملة من الادارة المدنية، وقد تولت شركة هيمنوتا شراء آلاف الدونومات للمستوطنين تقدر بما لا يقل عن 65 ألف دونم.